# Seifertite
La seifertite est l'un des polymorphes les plus denses du dioxyde de silicium, de formule chimique SiO2. Il s'agit d'un minéral du groupe des silicates qui n'a été observé que dans des météorites martiennes, et lunaires, où on pense qu'il se forme sous une pression d'au moins 35 GPa à partir de tridymite ou de cristobalite lors de l'impact à la surface de la Terre après le chauffage lors de la traversée de l'atmosphère terrestre. On peut également l'obtenir en laboratoire en comprimant de la cristobalite dans une cellule à enclumes de diamant à une pression supérieure à 40 GPa.
La seifertite forme des lamelles cristallines de l'ordre du micromètre incluses dans une matrice vitreuse de SiO2. Ces lamelles sont difficiles à analyser car elles se vitrifient en quelques secondes sous l'effet d'un laser ou d'un faisceau d'électrons utilisés pour une spectroscopie Raman ou une spectroscopie de fluorescence X, même avec des intensités de faisceau réduites. Il a néanmoins été possible de déterminer que ce matériau est constitué de SiO2 avec des inclusions d'oxyde de sodium Na2O (0,40 % en masse) et d'alumine Al2O3 (1,14 % en masse). La cristallographie aux rayons X indique une structure cristalline de type scrutinyite (en) (α-PbO2), avec une symétrie orthorhombique et un groupe d'espace Pbcn ou Pb2n. Les paramètres cristallins valent a = 4,097, b = 5,0462, c = 4,4946 et Z = 4 et correspondent à une masse volumique de 4,294 g/cm3, l'une des plus élevées pour de la silice,, ; celle du quartz n'est par exemple que de 2,65 g/cm3. Seule la stishovite présente une masse volumique comparable, d'environ 4,3 g/cm3.